# ای-استایل
ای-استایل (به انگلیسی: A-Style) شرکت ایتالیایی تولید پوشاک بوده و در سال ۱۹۹۹ بنا نهاده‌شده‌است. محصولات این شرکت شامل تمامی پوشاک اصلی٬ پوشاک زیر و کلاه کاسک موتورسواری می‌گردد.